# 아랑의 정조 (영화)
아랑의 정조는 한국에서 제작된 장일호 감독의 1964년 영화이다. 김진규 등이 주연으로 출연하였고 주동진 등이 제작에 참여하였다.

## 출연

### 주연
- 김진규
- 엄앵란
- 장동휘

## 제작진
- 원작자: 박종화
- 조명: 김연
- 미술: 이문현